# Morrone del Sannio
Morrone del Sannio község (comune) Olaszország Molise régiójában, Campobasso megyében.

## Fekvése
A megye központi részén fekszik. Határai: Campolieto, Casacalenda, Castelbottaccio, Castellino del Biferno, Lucito, Lupara, Provvidenti és Ripabottoni.

## Története
Egyes feltételezések szerint az ókori frentanus település, Maronea helyén alakult ki (nevének jelentése sziklás vidék), ennek bizonyítéka a számos régészeti lelet, többek között egy római villa maradványa. A középkorban nemesi családok birtokolták. A 19. században nyerte el önállóságát, amikor a Nápolyi Királyságban felszámolták a feudalizmust.

## Népessége
A népesség számának alakulása:

## Főbb látnivalói
- a 18. századi Santa Maria Maggiore-templom